# Taraneh Alidoosti
Taraneh Alidoosti (em persa: ترانه عليدوستی) é uma atriz iraniana. Em uma pesquisa com 130 críticos de cinema realizada pela revista Sanate Cinema, ela foi eleita a melhor atriz iraniana da década. Foi sugerido como uma das melhores atrizes do Irão. Em 2012, uma pesquisa semelhante realizada pela revista Film Monthly também a escolheu como a melhor atriz da década.

## Carreira profissional
Ela começou sua carreira de atriz aos 17 anos com o papel principal em I'm Taraneh, 15 (Rasul Sadr Ameli, 2002). Os críticos elogiaram seu desempenho como uma jovem desafiadora de 15 anos que, após um relacionamento fracassado, está determinada a criar seu filho sozinha, enquanto luta contra a pobreza e o estigma social. Ela ganhou o Bronze Leopard de Melhor Atriz no Festival Internacional de Cinema de Locarno em 2002, e Crystal Simorgh como Melhor Atriz do século XX no Festival de Fajr, tornando-se a pessoa mais jovem a fazê-lo. Pouco tempo depois, ela estabeleceu outro recorde, sendo indicado três vezes seguidas para a melhor atriz no Festival de Cinema de Fajr por seus três primeiros filmes. Desde então, mantém um fluxo de trabalho constante, porém seletivo, tanto no teatro quanto no cinema. Ela é mais conhecida por sua abordagem seletiva em aceitar papéis desafiadores e dramáticos, como evidenciado por sua longa colaboração com o vencedor do Oscar Asghar Farhadi. 

## Boicote aos prêmios da Academia
Em 26 de janeiro de 2017, ela anunciou que boicotaria a 89ª edição do Oscar, onde Forushande havia sido indicado ao Melhor Filme de Língua Estrangeira devido às rígidas restrições de visto que o governo Trump planejava impor aos iranianos.

## Filmografia

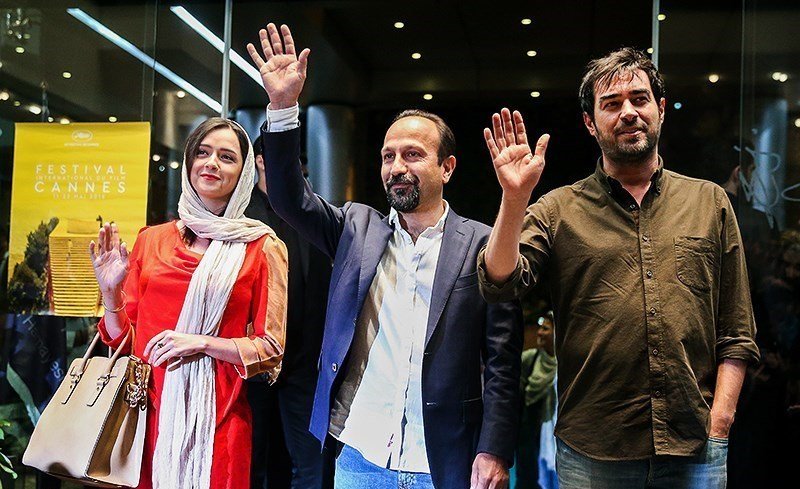
Alidoosti com Asghar Farhadi e Shahab Hosseini na conferência do Forushande, maio de 2016

### Televisão
| Ano       | Título   | Personagem       | Rede     |
| --------- | -------- | ---------------- | -------- |
| 2015-2018 | Shahrzad | Shahrzad Sa'adat | Film Net |

### Filmes
| Ano  | Título                          | Personagem        |
| ---- | ------------------------------- | ----------------- |
| 2002 | Eu sou Taraneh, 15              | Taraneh Parnian   |
| 2003 | A cidade de Ziba                | Firoozeh          |
| 2005 | Jamshid e Khorshid              | Khorshid          |
| 2006 | Fogos de artifício quarta-feira | Rouhi             |
| 2007 | Canaã                           | Mina              |
| 2008 | Shirin                          | Taraneh Alidoosti |
| 2008 | Vida com os olhos fechados      | Parastoo          |
| 2008 | Darbareye Elly                  | Elly              |
| 2009 | O segredo da planície de Taran  | Enfermeira        |
| 2009 | Tardid                          | Mahtab            |
| 2010 | O que Deus quiser               | Parmida           |
| 2010 | No final da 8th Street          | Niloofar          |
| 2012 | Recepção modesta                | Leyla             |
| 2012 | O casamento                     | Sanaz             |
| 2013 | O céu raso amarelo              | Ghazal            |
| 2014 | Descanso absoluto               | Samira            |
| 2014 | Mãe do coração do átomo         | Arineh            |
| 2016 | Forushande                      | Rana              |

## Prêmios e indicações
| Ano  | Prémio                                      | Categoria                             | Trabalho indicado  | Resultado |
| ---- | ------------------------------------------- | ------------------------------------- | ------------------ | --------- |
| 2002 | Festival de cinema de Fajr                  | Melhor atriz                          | Eu sou Taraneh 15  | Venceu    |
| 2002 | Festival Internacional de Cinema de Locarno | Melhor atriz                          | Eu sou Taraneh 15  | Venceu    |
| 2004 | Festival de Cinema de Fajr                  | Melhor atriz                          | A bela cidade      | Indicado  |
| 2012 | Festival Cinefan de Cinema Asiático e Árabe | Prêmio de Competição                  | Recepção modesta   | Venceu    |
| 2013 | Festival Internacional de Cinema de Vesoul  | Menção Especial do Júri Internacional | Recepção modesta   | Venceu    |
| 2013 | Festival de Cinema de Fajr                  | Melhor atriz                          | O céu raso amarelo | Indicado  |
| 2016 | 16º Prêmio Hafez                            | Melhor atriz                          | Shahrzad           | Indicado  |